# Чемпіонат Польщі з футболу 1922
2-й чемпіонат Польщі з футболу проводився серед переможців регіональних турнірів. У змаганні брали участь вісім команд. Формат чемпіонату передбачав проведення попереднього турніру у двох групах (по 4 команди у кожній) і фінального раунду із двох матчів.
Чемпіоном Польщі 1922 року став львівський клуб «Погонь». Для команди цей чемпіонський титул став першим в історії. Найкращим бомбардиром турніру став гравець команди-чемпіона — нападник Вацлав Кухар, який відзначився 21 забитим м'ячем у ворота суперників.

## Південна група
| Місце | Команда             | О  | І | В | Н | П | М+ | М- |
| ----- | ------------------- | -- | - | - | - | - | -- | -- |
| 1.    | «Погонь» (Львів)    | 10 | 6 | 5 | 0 | 1 | 37 | 8  |
| 2.    | «Краковія» (Краків) | 10 | 6 | 5 | 0 | 1 | 34 | 7  |
| 3.    | ВКС (Люблін)        | 2  | 6 | 1 | 0 | 5 | 6  | 32 |
| 4.    | «Рух» (Хожув)       | 2  | 6 | 1 | 0 | 5 | 8  | 38 |

## Північна група
| Місце | Команда             | О  | І | В | Н | П | М+ | М- |
| ----- | ------------------- | -- | - | - | - | - | -- | -- |
| 1.    | «Варта» (Познань)   | 12 | 6 | 6 | 0 | 0 | 33 | 6  |
| 2.    | ЛКС (Лодзь)         | 6  | 6 | 3 | 0 | 3 | 17 | 9  |
| 3.    | «Полонія» (Варшава) | 4  | 6 | 2 | 0 | 4 | 13 | 14 |
| 4.    | «Стрілець» (Вільно) | 2  | 6 | 1 | 0 | 5 | 9  | 33 |

## Фінал
- «Варта» (Познань) — «Погонь» (Львів) 1:1 (0:0)
- «Погонь» (Львів) — «Варта» (Познань) 4:3 (0:1)

## Склад чемпіона
«Погонь» (Львів): воротар — Владислав Гачевський: польові гравці — Мечислав Бач, Юзеф Гарбень, Францишек Гебартовський, Едвард Гуліч, Тадеуш Ігнарович, Антоній Юрас, Вацлав Кухар, Владислав Олеарчик, Людвік Шнайдер, Юзеф Слонецький, Ян Воляк, Казимир Войцицький, Натан Цукер. Тренер — Карл Фішер.

## Найкращі бомбардири
- Вацлав Кухар («Погонь») — 21
- Мечислав Бач («Погонь») — 14